# سارة ثورنتون
سارة ثورنتون (بالإنجليزية: Sarah Thornton)‏ هي عالمة اجتماع بريطانية، ولدت في 1965.